# Боде Климентій Карлович
Боде Климентій Карлович(нім. Clement Joseph Philip von Bode) — (?) — секретар російського посольства в Персії в 1850-их роках.
Тарас Шевченко читав «Путевые записки» Боде в журналі «Библиотека для чтения» (1854, томи 123—126, 1855, том 130). Згадав про Боде в своїй повісті «Музыкант».